# 階級 (公務員)
階級（かいきゅう）は、特定の社会、組織の内部において存在する順位等級のことである。本稿では特に日本の公務員の階級について概説する。

## 日本の公務員の階級
日本における公務員の階級制度は、自衛隊や警察などの社会の安定維持に関わる公務員において特に厳格である。これらの組織では、法令に基づいて「階級」が定められており、昇進・昇級・役職など全てが階級によって決められる。現在の日本社会の中でも、自衛官、警察官、消防吏員、海上保安官の階級は最も法律的・組織的効力が大きいと言える。これらの組織で階級が上がることを昇任という。
また、法令に基づく階級を持たない公務員でも、裁判官や検察官、自衛官以外の防衛省職員（いわゆる「背広組」）などは、職務の重さに応じて官名が改まることになっており、これが実質的な階級呼称となっている。地方公共団体の一部でみられる職層別の職員の職の呼称なども、こうした階級的呼称の一種とみなすことができるだろう。
さらに、一般には事務官や技官、事務吏員や技術吏員といった官名・職務名のみしか与えられていない多くの公務員も、俸給表によって給与の額と担うべき職責の重さに関する基準が存在しており、先に述べた職層階級に応じた係員、主任、係長、主査、課長補佐、室長、課長、次長、局長、特別職といったような事実上の階級的な区分を有していることが普通である。

### 階級・階級的呼称が存在する国家公務員
以下には、法令上「階級」とはされていないが、職責の上下を示す階層別の呼称として用いられ、実質的に階級とみなしうるものを含む。
- 自衛官（自衛隊）
  - 陸上自衛官
  - 海上自衛官
  - 航空自衛官
  - 予備陸上自衛官（指定された自衛官としての階級に「予備」の文字を冠したものとされる）
  - 予備海上自衛官
  - 予備航空自衛官
  - 即応予備陸上自衛官（指定された自衛官としての階級に「即応予備」の文字を冠したものとされる）
即応予備自衛官制度で、現在制度として有るのは、陸上自衛隊のみであり、海上自衛隊、航空自衛隊には即応予備自衛官の制度はない、よって「即応予備」という文字が冠されるのは、「即応予備陸士長」「即応予備3等陸曹」というふうに陸上自衛隊の階級に「即応予備」の文字が冠される階級が即応予備自衛官の階級呼称である。
- 自衛官以外の防衛省内局職員 - 防衛省の内部部局（内局）等では、職責の高低によって右のように職層別の官名がある。防衛事務次官、防衛審議官、防衛書記官、防衛部員
- 警察官（警察庁の警察官及び都道府県警察の地方警務官）
- 皇宮護衛官（警察庁皇宮警察本部）
- 海上保安官・海上保安官補（海上保安庁）
- 法務省職員
  - 刑務官（矯正管区）
  - 入国警備官（入国者収容所・地方出入国在留管理局）
- 税関職員（財務省）
- 検疫官（厚生労働省）
- 裁判官（裁判所） - 最高裁判所長官・最高裁判所判事・高等裁判所長官・判事・判事補・簡易裁判所判事
- 検察官（検察庁） - 検事総長・次長検事・検事長・検事・副検事
- 外務公務員（外務省） - 法令上の官名・階級名ではなく、「外務職員の公の名称に関する省令」に基づく呼称である。
- 国会職員
  - 衛視（衆議院事務局及び参議院事務局） - 衛視長・衛視副長・衛視班長・衛視[1]
  - 国会速記者（衆議院事務局及び参議院事務局） - 速記監督・速記副監督・主任速記士・速記士・速記士補
- 総務省消防庁職員 - 消防吏員の階級章に準じた職名章が制定されている。

### 階級・階級的呼称が存在する地方公務員
- 警察官（都道府県警察（地方警務官は除く））
- 消防吏員（東京消防庁はじめ各消防本部）：消防組織法第16条の規定に基づき、消防庁が定める「消防吏員の階級の基準」[2] に従い、市町村が定める。
- 消防団員（東京都及び各市町村の設置する消防団）
- 水防団員（国土交通省の所管する水防団）
- 海防団員（香川県観音寺市の海防団）
- 地方公共団体事務系・技術系職員の職層
地方公共団体には職員に職層別のなんらかの呼称を与えているものが多くみられるが、その呼称自体の呼び方も「職名」「職務名」「職層名」「補職名」など様々である。特に最近では、職名等は単に職員あるいは事務吏員、技術吏員などと称し、室課長以上の職制として部長、課長、参事や副参事、課内の職制として主幹、副主幹、主査、主任、主事・技師などを置いているケースも多い。
  - 東京都の例
東京都は、「職員の職名に関する規則」に基づき、職員の職名は職層名及び職務名によるとしており、職層名が階級的呼称に該当する。
東京都のように参事、副参事等を職層名として置いている場合は、局長・部長・課長等のラインを外れて置かれるスタッフ職の職名に職層名をそのまま用いる。
    - 理事、専門理事（局長）
    - 参事、専門参事（特定職部長及び部長）
    - 副参事、専門副参事（統括課長及び課長）
    - 主事（課長補佐以下）

### 現存しない公務員・官吏の階級呼称
ポツダム宣言受諾に伴う各種の制度改正を実施する前には、武官である軍人及び文官のうちの公安職員に階級が存在したほか、武官及び文官のすべての官吏を高等官と判任官に分けて、高等官は親任官及び一等官から九等官までの官等とし、判任官は一等から四等までの等級とした。なお、判任官の下には天皇の任命大権ではなく、官公庁との私契約に基づいて勤務する雇員と呼ばれる下級の職員がおり、これらも階級の一部をなしていた。
また、公務員制度の過渡期であった連合国軍占領下の短い時期には、旧勅任官が一級官吏、旧奏任官が二級官吏、旧判任官が三級官吏と呼ばれて存続したことがある 。昭和22年制定の議院事務局法・国会職員法が制定当初、国会職員に参事（一級官吏相当）、副参事（二級官吏相当）、主事（三級官吏相当）、主事補（雇員相当）の職階を設けていたり、現在も検事が一級、二級などと呼び分けられているのはこの名残である。
以下には、戦前・戦後に存在したが、現在は消滅している、階級呼称を有する官吏・公務員を列挙する。
- 陸軍軍人
- 海軍軍人
- 警察予備隊の警察官（保安官の前身）
- 海上警備官（警備官の前身）
- 保安官（陸上自衛官の前身）
- 警備官（海上自衛官の前身）

### 現在の日本の公的機関における主要な階級の比較表
正確を期せば、統合・陸・海・空の各幕僚長は、階級上は「幕僚長たる将」の自衛官の役職名、警察庁長官は階級外の唯一の警察官の役職名であるほか、消防庁長官及び次長は消防吏員ではなく、海上保安庁長官、次長及び海上保安監は海上保安官ではないが、専用の階級章等があり、最高位級の階級に準ずる扱いを受けているため、便宜的にここに記す。
| 自衛官                                          | 警察官 （皇宮護衛官を含む） | 消防吏員             | 海上保安官 | 備考 |
| ----------------------------------------------- | --------------------------- | -------------------- | --- | --- |
| 統合幕僚長                                      | 警察庁長官                  | -                    | - | （指定職8号俸）本府省事務次官級 |
| 陸上幕僚長 海上幕僚長 航空幕僚長 統合作戦司令官 | 警視総監                    | (消防庁長官)         | (海上保安庁長官) | （指定職7号俸）本府省外局長官、省名審議官級 |
| 将                                              | 警視監                      | 消防総監             | (海上保安庁次長) (海上保安監) | （指定職6～3号俸）警察庁次長、本府省庁局長級、陸上総隊司令官、自衛艦隊司令官、航空総隊司令官、方面総監、地方総監、東京都局長、東京消防庁消防長、総務省消防庁次長 |
| 将                                              | 警視監                      | 消防司監             | 一等海上保安監 (甲) | （指定職6～3号俸）警察庁次長、本府省庁局長級、陸上総隊司令官、自衛艦隊司令官、航空総隊司令官、方面総監、地方総監、東京都局長、東京消防庁消防長、総務省消防庁次長 |
| 将                                              | 警視監                      | 消防司監             | 一等海上保安監 (甲) | （指定職2～1号俸）本府省庁局次長・部長・審議官級、地方機関の長（管区単位・大規模）、師団長（将）・旅団長（将補）、本庁部長・本庁参事 (警備救難担当、海洋情報担当)・管区本部長〔海保〕、東京都局、東京消防庁次長、理事                                                                                     |
| 将補                                            | 警視監                      | 消防司監             | 一等海上保安監 (甲) | |
| 警視長                                          | 消防正監                    | 一等海上保安監（乙） | 本府省庁課長級、地方機関の長（管区単位・小規模）、団長（将補、1佐）、本庁参事官 (海上交通担当)・管区本部次長・大阪海上保安監部 監部長・大規模保安部長〔海保〕、東京都区参事（部長、担当部長、参事） | |
| 警視長                                          | 消防正監                    | 1佐                  | 本府省庁課長級、地方機関の長（管区単位・小規模）、団長（将補、1佐）、本庁参事官 (海上交通担当)・管区本部次長・大阪海上保安監部 監部長・大規模保安部長〔海保〕、東京都区参事（部長、担当部長、参事） | 二等海上保安監 |
| 警視正                                          | 消防監                      | 1佐                  | 本府省庁室長級、東京都区参事（統括課長、署長〔消防〕、統括副参事）、独立大隊長、管区機動隊連隊長、連隊長、大型艦船の長、本庁課長・管区本部部長・保安部長・大型巡視船の長〔海保〕                    | 二等海上保安監 |
| 2佐                                             | 警視                        | 消防司令長           | 三等海上保安監 | 本府省庁課長補佐級、東京都区副参事（課長、担当課長、副参事、小規模署長）、大隊長（自衛隊）、機動隊大隊長、艦船の長、本庁課長補佐・管区本部課長・保安部次長・保安署長・中型巡視船の長〔海保〕 |
| 3佐                                             | 警部                        | 消防司令             | 一等海上保安正 | 本府省庁係長、東京都区主事（統括課長代理〔都〕、本部指定係長・署課長・課長代理〔警視庁〕、課長補佐〔消防〕）、中隊長（自衛隊）、機動隊中隊長、小型艦船の長、本庁係長・管区本部課長補佐・保安部課長・保安署次長・小型巡視船の長〔海保〕                                                                    |
| 1尉                                             | 警部                        | 消防司令             | 二等海上保安正 | 本府省庁係長心得、同主任、同係員、東京都区主事（課長代理〔都〕、本部係長・署課長代理〔警視庁〕、係長〔消防〕、統括係長〔特別区〕）、中隊長・副中隊長（自衛隊）、小隊長（一部）本部係長・署、本庁専門員・管区本部係長・保安部専門官・保安署次長・大型巡視艇の長〔海保〕                                    |
| 2尉・3尉                                        | 警部補                      | 消防司令補           | 三等海上保安正 | 本府省庁係長心得、同主任、同係員、東京都区主事（主任〔都〕、本部副主査・署係長〔警視庁〕、担当係長・統括・主任〔消防〕、係長・主査・次席〔特別区〕）、小隊長（自衛隊）、機動隊小隊長、管区本部専門員・保安部署係長・中型巡視艇の長〔海保〕                                                                |
| 准尉・曹長・1曹                                 | 巡査部長                    | 消防士長             | 一等海上保安士 | 東京都区主事（係員〔都〕、本部係員・署主任〔警視庁〕、副主任〔消防〕、主任主事〔特別区〕）、分隊長、機動隊分隊長。自衛隊にあっては上級陸曹（1曹以上）が小隊長級、初級陸曹（2曹・3曹)が班長・分隊長級。※警察官、海上保安官（二等海上保安士以下は司法巡査）、自衛隊警務官にあってはこの階級以上が司法警察員 |
| 2曹                                             | 巡査部長                    | 消防士長             | 二等海上保安士 | 東京都区主事（係員〔都〕、本部係員・署主任〔警視庁〕、副主任〔消防〕、主任主事〔特別区〕）、分隊長、機動隊分隊長。自衛隊にあっては上級陸曹（1曹以上）が小隊長級、初級陸曹（2曹・3曹)が班長・分隊長級。※警察官、海上保安官（二等海上保安士以下は司法巡査）、自衛隊警務官にあってはこの階級以上が司法警察員 |
| 3曹                                             | 巡査部長                    | 消防士長             | 三等海上保安士 | 東京都区主事（係員〔都〕、本部係員・署主任〔警視庁〕、副主任〔消防〕、主任主事〔特別区〕）、分隊長、機動隊分隊長。自衛隊にあっては上級陸曹（1曹以上）が小隊長級、初級陸曹（2曹・3曹)が班長・分隊長級。※警察官、海上保安官（二等海上保安士以下は司法巡査）、自衛隊警務官にあってはこの階級以上が司法警察員 |
| 士長                                            | （巡査長）                  | 消防副士長           | 一等海上保安士補 | 自衛隊警務官にあってはこの階級が司法巡査。警察官、海上保安官にあってはこの階級以下が司法巡査（海上保安官では平成2年以降補職者なし）。 |
| 1士                                             | 巡査                        | 消防士               | 二等海上保安士補 | 自衛隊警務官にあってはこの階級が司法巡査。警察官、海上保安官にあってはこの階級以下が司法巡査（海上保安官では平成2年以降補職者なし）。 |
| 2士                                             | 巡査                        | 消防士               | 三等海上保安士補 | 自衛隊警務官にあってはこの階級が司法巡査。警察官、海上保安官にあってはこの階級以下が司法巡査（海上保安官では平成2年以降補職者なし）。 |

## 公務員以外の階級
公務員以外の民間企業や宗教団体などにおいても組織上の職階に留まらず、軍隊や警察の階級を模倣した階級制度を制定している場合がある。船員、警備員、救世軍人、神宮衛士などはそれにあたる。